# Huashan (köping i Kina, Shandong, lat 36,55, long 120,54)
Huashan (kinesiska: 华山, 华山镇) är en köping i Kina. Den ligger i provinsen Shandong, i den östra delen av landet, omkring 320 kilometer öster om provinshuvudstaden Jinan. Antalet invånare är 39780. Befolkningen består av 19 685 kvinnor och 20 095 män. Barn under 15 år utgör 16,0 %, vuxna 15-64 år 70 %, och äldre över 65 år 12,0 %.
Genomsnittlig årsnederbörd är 852 millimeter. Den regnigaste månaden är juli, med i genomsnitt 278 mm nederbörd, och den torraste är januari, med 12 mm nederbörd.